# Дегтярский сельсовет
Дегтярский сельсовет — муниципальное образование со статусом сельского поселения и административно-территориальное образование в Немецком национальном районе Алтайского края России. Административный центр — село Дегтярка.

## Демография
По результатам Всероссийской переписи населения 2010 года, численность населения муниципального образования составила 1430 человек, в том числе 706 мужчин и 724 женщины. Оценка Росстата на 1 января 2012 года — 1405 человек.

## Населённые пункты
В состав сельского поселения входит один населённый пункт — село Дегтярка. 11 мая 1995 года на территории сельсовета в связи с выбытием населения с учета было снято с.Новенькое. 